# Perodua Kancil
Perodua Kancil (также известный как Perodua Nippa в Великобритании и Daihatsu Ceria в Индонезии) — городской автомобиль, выпускавшийся с августа 1994 по июль 2009 года малайзийским автопроизводителем Perodua. Являлся ребеджингом третьего поколения Daihatsu Mira.
Название Kancil автомобиль получил в честь семейства оленьковых — местных животных, связанных с малайской басней и обычно встречающихся в малазийских джунглях.

## История
Kancil — первая модель компании Perodua. Представляет собой небольшой пятидверный хетчбэк на каркасе монокока, который может вместить 5 человек. Kancil представляет собой немного модифицированный вариант Daihatsu Mira L200.
Perodua Kancil оснащался бензиновыми двигателями объёмом 659—847 см3, мощностью 23—27 кВт (31—37 л. с.). Коробка передач — четырёхступенчатая механическая, пятиступенчатая механическая или же трёхступенчатая автоматическая.
Kancil дебютировал 29 августа 1994 года. Комплектации: EX (с четырёхступенчатой механической трансмиссией) и GX (с пятиступенчатой механической трансмиссией).
В январе 1995 года в модельный ряд был добавлен Perodua Kancil EZ с автоматической трансмиссией. Автомобиль имел цветные бамперы, замок переключения передач, молдинг бокового протектора, знак опасности и аптечка первой помощи (только в моделях с кузовами, изготовленными из металла или слюды).
В августе 1996 года в производство был запущен Perodua Kancil с двигателем объёмом 847 см3. Комплектации: GX (с механической трансмиссией) и EZ (с автоматической трансмиссией). В то же время был представлен вариант Kancil Era на базе GX.
27 августа 1997 года Perodua Kancil прошёл фейслифтинг.
3 мая 1998 года в производство был запущен Perodua Kancil EX extra с двигателем объёмом 659 см3 и пятиступенчатой механической трансмиссией.
14 октября 1999 года премьер-министр Махатхир Мохамад представил обновлённый вариант Perodua Kancil и основал интернет-магазин Perodua во время открытия KL Motorsport Show 99.
В 2000 году Perodua Kancil прошёл третий фейслифтинг. Варианты: 660 EX, 850 EX и 850 EZ.
В сентябре 2002 года Perodua Kancil прошёл четвёртый фейслифтинг. Варианты: 660EX и 850EX (только с механической трансмиссией).
В феврале 2003 года в производство был запущен Perodua Kancil EZi с автоматической трансмиссией и электронным впрыском топлива. В период с июня по август 2004 года выпускался вариант 660 EX Basic (сокр. 660 EXb).
С мая по декабрь 2005 года выпускался вариант 850 EXS.
С июля 2005 года также выпускалась тюнингованная версия Kancil SE. В период с февраля по март 2008 года модели 850 EXS и 850 EZi были сняты с производства. 20 июля 2009 года производство автомобилей Perodua Kancil было прекращено. Преемниками стали автомобили Perodua Viva.

## Двигатели и трансмиссии
- Daihatsu EF-CL (I3; карбюраторный): объём 659 см3, мощность 23 кВт (31 л. с.). Коробка передач — четырёхступенчатая механическая, пятиступенчатая механическая или же трёхступенчатая автоматическая. Применения: 660 EX, 660 EXb, 660 EX Extra, 660 GX и 660 EZ.
- Daihatsu ED-10 (I3; карбюраторный): объём 847 см3, мощность 27 кВт (37 л. с.). Коробка передач — пятиступенчатая механическая или же трёхступенчатая автоматическая. Применения: 850 EX, 850 GX, 850 EZ и 850 EXS.
- Daihatsu ED-DE (I3; с впрыском топлива): объём 847 см3, мощность 37 кВт (50 л. с.). Коробка передач — трёхступенчатая автоматическая. Применение: 850 EZi.

## Продажи
С самого начала производства Kancil мгновенно завоевал успех в Малайзии. Kancil популярен среди начинающих водителей и широко распространяется в малайзийских автошколах. В декабре 1995 года компания Perodua выпустила 50000-ю модель Kancil. К январю 1997 года было произведено 100000 Kancil, а к 1999 году — 250000. За 15-летний период производства (с 1994 по 2009 год) среднемесячный объём составил 4000 единиц. В октябре 2002 года было выпущено 7700 автомобилей. В общей сложности было выпущено 722223 модели Kancil, из которых около 14000 были экспортированы.
| Год  | Малайзия |
| ---- | -------- |
| 2000 | 75,954   |
| 2001 | 73,957   |
| 2002 | 62,744   |
| 2003 | 61,435   |
| 2004 | 58,351   |
| 2005 | 53,039   |
| 2006 | 36,854   |
| 2007 | 17,689   |
| 2008 | 7,116    |
| 2009 | 3,164    |

## Экспорт
Kancil экспортировался в общей сложности в 19 различных стран, включая Бруней и Маврикий (с 1996 года) и Шри-Ланку (с 1997 года).

### Великобритания
В Великобритании Perodua Kancil был запущен в продажу в сентябре 1997 года под названием Perodua Nippa. Изначально цена составляла чуть более 5000 фунтов стерлингов, а в 1999 году цена была снижена до 4999 фунтов стерлингов. В 2001 году преемником Nippa стал Kelisa. Автомобили Perodua Nippa продавались исключительно с инжекторными двигателями объёмом 850 см3, код двигателя — ED-20 SOHC. 
- Вид спереди
- Вид сзади

### Индонезия
В Индонезии Perodua Kancil продавался под названием Daihatsu Ceria (в переводе с малайского/индонезийского означает «счастливый» или «жизнерадостный»). Daihatsu Ceria дебютировал в июле 2001 года на 11-й выставке Gaikindo Auto Expo в Джакарте. Годом ранее был презентован концепт-кар Daihatsu KX-P с отделкой из кожи и дерева. Ceria поставлялся с карбюраторным двигателем объёмом 850 см3, мощностью 27 кВт (37 л. с.). Комплектации: KL и KX (с хромированной радиаторной решёткой). В 2006 году Ceria был снят с производства, а в 2012 году косвенным преемником Ceria стал Ayla.
- 2001—2003 Daihatsu Ceria
- 2003—2006 Daihatsu Ceria
- 2003—2006 Daihatsu Ceria